# Macromia ellisoni
Macromia ellisoni – gatunek ważki z rodziny Macromiidae.